# متصفح دلفين
متصفح دولفين (بالإنجليزية: Dolphin Browser)‏ هو متصفح للإنترنت مخصص للأجهزة الجوالة يُطور من قبل موبوتاب، يستعمل محرك ويب كت للجافا سكربت.